# Manibus date lilia plenis

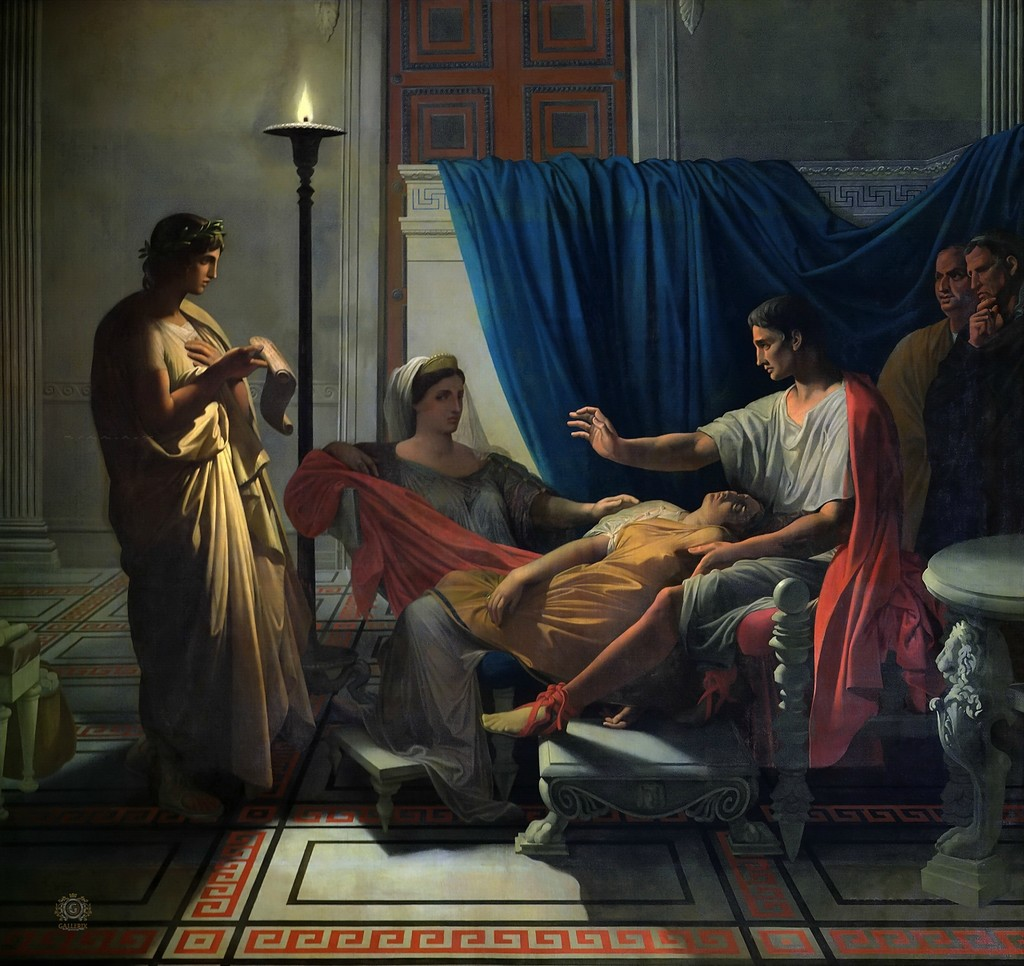
Jean-Auguste-Dominique Ingres: Tu Marcellus eris, 1811-1812

La locuzione latina Manibus date lilia plenis, tradotta letteralmente, significa versate gigli a piene mani. (Virgilio, Eneide, VI, 883).
La formulazione completa è:
(Eneide, VI, 882-883.)

## Virgilio "dolcissimo padre"
Nel testo virgiliano la frase è pronunziata da Anchise, di fronte al fiume Lete, alla vista dell'ombra destinata a reincarnarsi in Marcello, nipote dell'imperatore Ottaviano Augusto, morto in giovane età, e quindi già destinato a morte precoce. Anchise (che qui pronuncia una profezia) rivolge il date agli uomini del futuro, e vuole poi spargere fiori rossi, come dono funebre per il giovane che morirà (purpureos spargam flores... VI, 884). Da questa annotazione cromatica si potrebbe dedurre che Virgilio non si sta riferendo ai classici gigli bianchi ma a quelli rossi. 
Con una lieve variazione è riproposta da Dante nel XXX del Purgatorio: Manibus, oh, date lilia plenis!, in omaggio proprio al personaggio di Virgilio che ci aveva appena lasciati scemi di sé (Purg, XXX 21-50), poco prima dell'arrivo di Beatrice.
Questo verso è talvolta inciso su lapidi mortuarie di bambini o persone decedute molto giovani, recisi nella primavera della vita, o talvolta su monumenti ai caduti, come nel monumento ai soldati morti nella prima guerra mondiale a Pieve di Cento realizzato nel 1930 e l'ara a Riva del Garda  dedicata ai caduti della Resistenza, fra cui Gastone Franchetti.